# 15896 Birkhoff
15896 Birkhoff è un asteroide della fascia principale. Scoperto nel 1997, presenta un'orbita caratterizzata da un semiasse maggiore pari a 2,4239231 au e da un'eccentricità di 0,1537279, inclinata di 1,98580° rispetto all'eclittica.
L'asteroide è dedicato al matematico statunitense George David Birkhoff.